# David Leslie
David Leslie, primer Lord Newark (c. 1600-1682) fue un oficial de caballería escocés. Luchó en el ejército sueco de Gustavo Adolfo durante la Guerra de los Treinta Años. Había ingresado en el servicio sueco en 1630, sirviendo como capitán en el regimiento de Alexander Leslie (futuro conde de Leven). Regresó a Escocia justo antes del final de la Guerra de los Obispos, y participó en la Guerra Civil inglesa y las Guerras civiles escocesas . 

## Primeros años
David Leslie era el quinto hijo de Patrick Leslie, primer lord Lindores, y Jean, hija de Robert Stewart, primer conde de las Orcadas .

## Guerra de los treinta años
David Leslie fue uno de los escoceses que fueron transferidos del servicio sueco al ruso bajo Alexander Leslie de Auchintoul (que no debe confundirse con Leven) en 1632 para participar en la Guerra de Smolensk y es mencionado por su nombre en el testimonio de Leslie de Auchintoul. David Leslie reapareció en el ejército sueco en 1634, donde sirvió como coronel y, posteriormente, como General Adjunto del Mariscal de Campo Johan Banér con el que participó en la batalla de Wittstock en 1636. 

## Regreso a Escocia
Leslie solicitó abandonar el servicio sueco en agosto de 1640 después de ser herido en la batalla. Los registros suecos del Riksråd (Consejo Real) muestran que él y el coronel James Lumsden pidieron regresar a Escocia al mismo tiempo. La gravedad de las heridas de Leslie es cuestionable y es probable que ambos fueran requeridos en Escocia para apoyar al Ejército Covenanter de Alexander Leslie, y luego participar en las Guerras de los Obispos contra Carlos I. Ambos oficiales fueron recompensados con un acuerdo de indemnización que incluía 200 mosquetes y 200 armaduras cada uno. Leslie también recibió una valiosa cadena de oro como reconocimiento de su servicio leal a la Corona sueca. El embajador Estuardo en Hamburgo, Sir Thomas Roe, informó a Londres de la partida de Leslie y Lumsden junto con otros 24 oficiales escoceses de esa ciudad. Llegaron a Escocia después de que las Guerras de los Obispos hubieran terminado efectivamente. 

## Guerra civil
Después de que los parlamentos de Escocia e Inglaterra aprobaran la Liga y el Pacto Solemnes en 1643, David Leslie se convirtió en Mayor General bajo el mando de Alexander Leslie (ahora Conde de Leven) en el Ejército de la Liga, que fue enviado a luchar junto a las fuerzas de la Parlamento inglés en 1644. Jugó un papel importante en la crítica batalla de Marston Moor, al oeste de York dirigiendo una carga de caballería con éxito contra los Cavaliers realistas, mientras que Oliver Cromwell fue herido. Esto permitió que la infantería se reagrupara y rompiera el orden de batalla de los realistas que estaban mandados por otro antiguo compañero, el teniente general James King, Lord Eythin. Posteriormente, David Leslie comandó la fuerza que asedió Carlisle, Cumbria . 
En 1645, Leslie fue enviado de vuelta a Escocia para luchar contra los realistas durante la Guerra Civil Escocesa . Derrotó a la principal fuerza realista que estaba mandada por James Graham, marqués de Montrose en la batalla de Philiphaugh (septiembre de 1645) y fue recompensado por el comité de propiedades con un regalo de 50,000 merks y una cadena de oro; pero su victoria se vio empañada por la carnicería de los irlandeses capturados —hombres, mujeres y niños— a quienes se les había dado cuartel. Luego fue declarado teniente general de las fuerzas y, además de su paga como coronel, se le concedió una pensión. Uno de los capturados en Philiphaugh fue su antiguo oficial al mando, Alexander Leslie de Auchintoul, al que salvó personalmente de ser ejecutado. Auchintoul fue desterrado de por vida, lo que llevó de regreso a Rusia.
Leslie regresó a Inglaterra y participó en el asedio de Newark. Cuando el conde de Leven partió hacia Newcastle upon Tyne Leslie asumió el mando del ejército escocés que asediaba Newark. Mientras estuvo al frente de ese ejército, Carlos I viajó desde Oxford y se entregó a él el 5 de mayo de 1646. Newark se rindió al día siguiente.
A su regreso a Escocia, redujo varios clanes de las Tierras Altas que apoyaban la causa del rey.
En 1647, Leslie sitió el Castillo de Dunaverty, fortaleza del Clan MacDonald. Los MacDonalds se rindieron y se cree que unos 300 de ellos fueron asesinados (Masacre de Dunaverty). 
En 1648 se negó a participar en la expedición inglesa de los "engagers", al no tener la empresa no tenía la sanción del Kirk.
Leslie asedió a continuación la guarnición realista en el castillo de Kincardine. El castillo estaba en manos de "Smooth John" Macnab, jefe del clan MacNab. Cuando MacNab descubrió que no sería posible mantener la defensa, se puso al frente de los 300 defensores, espada en mano, consiguiendo romper el asedio. Todos lograron pasar, excepto el propio MacNab y otro hombre que fueron capturados y enviados a Edimburgo como prisioneros de guerra. El jefe fue sentenciado a muerte pero escapó y se unió al rey inglés para continuar la lucha. [cita requerida]   MacNab fue asesinado más tarde en la Batalla de Worcester en 1651. [cita requerida]
En 1650, después de que Montrose hubiera lanzado un nuevo levantamiento realista, fue capturado por Neil Macleod de Assynt. Macleod, que había luchado con Montrose en el asedio de Inverness, lo entregó a los Covenanters (ver Batalla de Carbisdale ). El general Leslie, que estaba en Tain, envió al mayor general James Holborne con una tropa de caballería a para llevar a Montrose a su juicio. Mientras Montrose estaba siendo conducido a su muerte, Leslie envió cinco tropas de caballería, incluidas algunas de los regimientos de Holborne y John Gordon, 14º conde de Sutherland, al castillo de Dunbeath . Los defensores se negaron a ceder, resistiendo durante varios días hasta que se les cortó el suministro de agua, forzándolos a la rendición. Finalmente fueron escoltados a Edimburgo, donde Montrose fue ejecutado. [cita requerida]

## Realista desde 1650
Para 1650, el gobierno del Covenanter escocés se había desilusionado con el Parlamento inglés y, en cambio, apoyó a Carlos II con la esperanza de que, a cambio de su apoyo contra sus enemigos ingleses, impondría su agenda política y religiosa en Gran Bretaña. Leslie se encontró ahora luchando por el Rey. Cuando el ejército parlamentario de Oliver Cromwell invadió Escocia en julio de 1650, Leslie comandó las fuerzas escocesas. Al evitar enfrentamientos, Leslie consiguió resistir los intentos de Cromwell de atacar Edimburgo y cuando los ingleses se vieron obligados a retirarse en agosto de 1650, los persiguió por la costa este, atrapando finalmente a 11,000 soldados ingleses al sur de Dunbar. Aunque el ejército escocés tenía el doble de hombres, las divisiones políticas y eclesiásticas permitieron que Cromwell infligiera una derrota decisiva a los escoceses en la batalla de Dunbar el 3 de septiembre de 1650. Leslie escapó con un pequeño remanente de su ejército que luego se unió a las fuerzas realistas de Carlos II en el área de Stirling. 
Leslie dirigió al ejército realista en otra invasión de Inglaterra en 1651, donde fue derrotado nuevamente por Cromwell, en la Batalla de Worcester el 3 de septiembre de 1651. Después de su captura fue enviado a la Torre de Londres . 
Liberado durante la Restauración de Carlos II en 1660, Leslie recibió el título de Lord Newark. David Leslie, primer Lord Newark, murió en 1682. 

## Familiar
Su hijo David fue el segundo Lord Newark. Su hija Jean Leslie (fallecida en 1740) se definió como la tercera "Lady Newark"  es decir, una dama por derecho propio. Se casó con Sir Alexander Anstruther de Anstruther en 1694, y sus hijos William y Alexander fueron conocidos semioficialmente como el 4º y 5º Señores Newark.  

Su primo fue John Leslie, Lord Newton, Lord de Sesión y también teniente coronel de la Guardia Real Montada, participando en varias batallas junto a David. 

## Otras lecturas
- Henderson, Thomas Finlayson (1893). "Leslie, David" . Dictionary of National Biography. 33. pp. 86–89.

- Datos: Q4259456
- Multimedia: David Leslie, Lord Newark / Q4259456